# Жосан, Карина
Жосан Карина (род. 1994, Овидиополь, Одесская область) — украинская модель, победительница конкурса «Мисс Украина Вселенная 2018».

## Происхождение и обучение
Карина Жосан родилась в 1994 году в городе Овидиополь, где закончила общеобразовательную школу.
С детства играла в театральной студии «Виват Театр». Затем участвовала в игре команды КВН «Убойная сила».
С 16 лет Карина Жосан работает профессиональной моделью в Азии и Европе. Работала моделью за рубежом (Китай). Победительница конкурсов красоты «Мисс Весна 2010», «Мисс Осень 2010», «Днестровская красавица 2011», «Miss Bikini International 2011».
Также она является популярным блогером. На время ее победы в конкурсе, на ее страницу были подписаны почти 50 000 пользователей сети.
В 2017 году она окончила Одесскую академию пищевых технологий по специальности гостинично-ресторанный и туристический бизнес. Также заканчивает обучение в университете UIBE в Пекине.
Также у неё есть брат Богдан Жосан, родившийся в Украине, Овидиополь, в 2011 году, На данный момент проживает в Украине.
Знает китайский язык.

## Победа на конкурсе Мисс Украина Вселенная
Карина Жосан победила среди других 17 конкурсанток «Мисс Украина Вселенная 2018» 14 августа 2018 года. Церемония традиционно проходила в пятизвездочном отеле Fairmont Grand Hotel Kyiv. Она представила Украину на конкурсе красоты «Мисс Вселенная 2018» 17 декабря в Бангкоке.